# Frederick Stanley, 16.º Conde de Derby
Frederick Arthur Stanley, 16.º Conde de Derby KG GCB GCVO PC (15 de janeiro de 1841 – 14 de junho de 1908), conhecido como Frederick Stanley até 1886 e como Lorde Stanley de Preston entre 1886 e 1893, foi um político britânico conservador, que serviu como Secretário de Estado para as Colônias (Colonial Secretary) de 1885 até 1886 e foi Governador-geral do Canadá de 1888 até 1893. Amante dos esportes, doou, quando Governador-geral do Canadá, a Stanley Cup, que tornar-se-ia a mais antiga taça em disputa nos esportes profissionais, dado ao vencedor da NHL. Stanley foi um Maçom, e era o filho mais novo do primeiro-ministro do Reino Unido Edward Smith-Stanley, 14.º Conde de Derby.

## Infância e formação
Frederick era o segundo filho do primeiro-ministro Edward Smith-Stanley, 14.º Conde de Derby e Emma Caroline, filha de Edward Bootle-Wilbraham, 1.º Barão Skelmersdale. Ele nasceu em Londres e foi educado na Eton e em Sandhurst. Ele recebeu uma comissão no Grenadier Guards, chegando ao posto de capitão.

## Carreira política
Frederick deixou o exército para a política, servindo como um deputado conservador (para Preston entre 1865-1868, North Lancashire entre 1868-1885 e Blackpool entre 1885-1886). No governo, ele atuou como um Lord Civil do Almirantado (1868), Secretário de Finanças para o Ministério da Guerra (1874-1878), Secretário do Tesouro (1878), Secretário de Estado de Guerra (1878-1880) e Secretário de Estado para as Colônias (1885-1886). Em 1886, ele foi criado Barão Stanley de Preston, no Condado Palatino de Lancaster. Ele serviu como Presidente do Conselho de Comércio (1886-1888), permanecendo no cargo até ser nomeado Governador Geral do Canadá.

## Governador-geral do Canadá
Stanley foi nomeado Governador-Geral do Canadá e Comandante de Prince Edward Island em 1 de maio de 1888. Durante seu mandato como governador-geral, ele viajou com freqüência por todo o país. Sua visita ao oeste canadense em 1889 deu-lhe uma apreciação duradoura da grande beleza natural da região, bem como permitindo-lhe conhecer as pessoas do Canadá do First Nations e muitos fazendeiros e agricultores da região. Durante sua visita ele criou o Stanley Park, que é nomeado em sua homenagem. Ele também experimentou as alegrias da pesca e avidamente perseguiu o esporte sempre que sua agenda lotada permitia. Como governador-geral, Derby foi o terceiro titular desse cargo para o qual a Rainha Vitória concedeu o poder de conceder perdões a criminosos ou fazer remissão de sentenças e multas e o poder de mitigação de pena capital mitigar ou qualquer outra sentença.
Quando Sir John A. Macdonald morreu no gabinete, de insuficiência cardíaca, em 6 de junho de 1891, Derby perdeu a amizade que ele tinha desfrutado com o Primeiro-Ministro. Ele pediu a Sir John Abbott para assumir o cargo de primeiro-ministro. Uma vez que o governo estava no lugar, Abbott renunciou devido a doença e o governo passou a ser de Sir John Thompson. Derby ajudou a cimentar o papel não-político do governador-geral, quando, em 1891, ele se recusou a concordar com um movimento polêmico na Câmara dos Comuns. O movimento chamava para ele, como governador-geral, impedir o Jesuit Estates Bill do governo de Quebec, que autorizou a pagar $400 mil como compensação por terras concedidas aos jesuítas pelo rei da França. A oposição ao projeto foi apresentada pelas outras províncias que foram motivadas pela desconfiança da Igreja Católica em Quebec. Derby não quis interferir, vetando a proposta como inconstitucional. Na sequência desta decisão, ele ganhou popularidade por se recusar a comprometer a posição vice-régia da neutralidade política.
A esposa de Derby, a quem Sir Wilfrid Laurier descreveu como "uma mulher capaz e inteligente", fez uma contribuição duradoura durante o mandato de seu marido. Em 1891, ela fundou a Lady Stanley Institute for Trained Nurses em Rideau Street, a primeira escola de enfermagem em Ottawa. Ela também era uma fã entusiástica de hockey, dos jogos no Rideau Rink.

## Copa Stanley

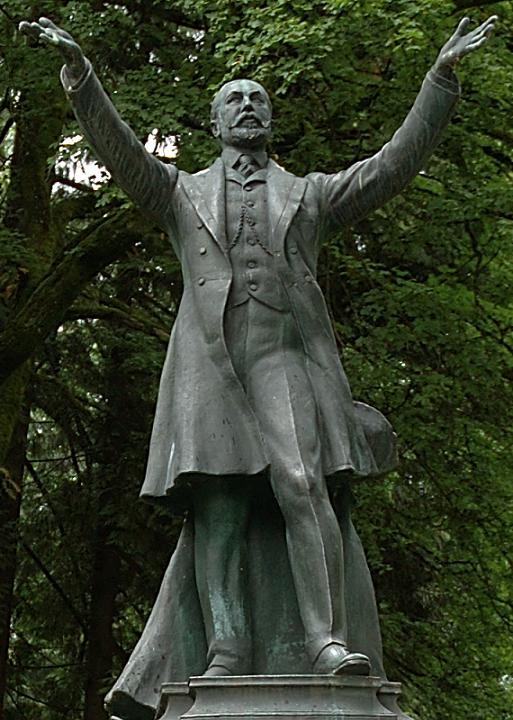
Monumento no Stanley Park, em Vancouver - Frederick Stanley, 16º Conde de Derby.

Os filhos de Derby ficaram ávidos pelos jogadores de hóquei no gelo no Canadá, que jogavam em ligas amadoras em Ottawa e, em conseqüência Lord e Lady Derby se tornaram fãs de hóquei. Em 1892, Derby deu ao Canadá um precioso ícone nacional - a Copa Stanley. Ele originalmente doou a taça como um troféu para o desafio de melhor clube de hóquei amador do Canadá, mas em 1909 tornou-se disputado por equipes profissionais exclusivamente. Desde 1926, apenas equipes do National Hockey League competiram pelo troféu. Esta taça já famosa leva o nome de Derby como homenagem ao seu incentivo e amor pela vida ao ar livre e do desporto no Canadá. Em reconhecimento a isso, Derby foi introduzido no Hockey Hall of Fame, em 1945, na categoria "Honoured Builders" canadense.

## Últimos anos
O mandato de Derby como Governador-Geral do Canadá chegou ao fim em setembro de 1893. No entanto, em abril do mesmo ano, seu irmão mais velho, o 15.º Conde de Derby, morreu. Stanley sucedeu-o como o 16 º conde de Derby. Como resultado, ele deixou o Canadá em 15 de julho 1893 e voltou para a Inglaterra. Um administrador foi nomeado para cumprir suas funções até Lord Aberdeen ser empossado em setembro daquele ano.
Também em 1893, o New Fort York em Toronto (construído em 1841) foi rebatizado para Stanley Barracks em honra do Lord Stanley. Volta com sua família para a Inglaterra, ele logo se tornou o Lord Mayor de Liverpool e o primeiro Chanceler da Universidade de Liverpool, além de o Stanley Park de Liverpool também homenageá-lo. Durante os últimos anos de sua vida, cada vez mais se dedicou ao trabalho filantrópico. Lord Derby morreu em 14 de junho de 1908, e Lady Derby morreu em 17 de abril de 1922. Depois de Edward Whymper fez a primeira ascensão de Stanley Peak, em 1901, ele nomeou a montanha em homenagem a Lord Derby. O Stanley Park de Vancouver e o  Stanley Theatre também foram nomeados em sua homenagem, como também o Stanley Park, de Blackpool. Com a possível exceção de gravações da própria voz de Thomas Alva Edison, uma gravação de Lord Stanley em 1888 pode ser a mais antiga gravação conhecida da voz humana ainda existente.

## Família
Lord Derby casou com Lady Constance Villiers, filha de George Villiers, 4.º Conde de Clarendon, KG, GCB, em 31 de maio de 1864. Ela nasceu em 1840. Eles tiveram oito filhos e duas filhas (dos quais um filho e uma filha morreram quando crianças). Ela permaneceu e vários de seus filhos viviam no Canadá durante o seu mandato como governador-geral. Ela foi responsável pela fundação do Lady Stanley Institute for Trained Nurses em Ottawa, Ontário, bem como um Hospital Maternidade. Ela era presidente do fundo de $ 4 mil instituído pelas mulheres do Canadá
para a apresentação de um presente de casamento para presentear o príncipe e a princesa de Gales: um trenó, roupas, arreios de cavalos e uma canoa. Em 1890, o Príncipe Jorge de Gales, mais tarde Príncipe de Gales foi o convidado ao Rideau Hall. Em 1903, Sua Majestade o Rei foi seu convidado em sua residência, St. James Square, Londres, Inglaterra.
Seu segundo filho Sir Victor Stanley, R.N. (1867-1934) foi um almirante da Royal Navy que se casou com uma senhora canadense, filha de C. E. Pooley, KC, da Colúmbia Britânica  Seu terceiro filho Sir Arthur Stanley e sexto filho Sir George Frederick Stanley foram políticos também. Seu quarto filho Ferdinand Charles Stanley foi educado em Wellington e Sandhurst, antes de ingressar no  King Royal Rifle Corps em 1891, chegando ao posto de brigadeiro-general. Ele viveu em 8 Cornwall Terrace, Regents Park, em Londres, agora chamado Stanley House.
Lord Derby foi prefeito de Preston em 1902. Falecido com 67 anos, foi sucedido por seu filho mais velho Edward, que também se tornou um político distinto.